# 古文尚書冤詞
《古文尚書冤詞》八卷，清人毛奇齡撰。
东晋豫章内史梅赜献《古文尚书》五十八篇，自南宋以来，一直被懷疑是伪書，至清朝阎若璩作《尚书古文疏证》，列举诸多论据而力证其伪，自此，《古文尚书》之伪遂成定论。
毛奇龄有所不滿，作《古文尚书冤词》加以反驳。全书分总论、今文尚书、古文尚书、古文之冤始于朱氏、古文之冤成于吴氏、书篇题之冤、书序之冤、书词之冤、书字之冤等十部分，专为《古文尚书》申“冤”。例如，毛奇齡斷定《道經》是對《尚書》經的尊稱，為了證明其說，他援引漢代緯書《易通卦驗》云：“燧人在伏羲前寘刻《道經》，以開三皇五帝之書。”此說過於遷強，不足以取信於一般學者。四库馆臣高度重視《尚书古文疏证》，认为毛奇龄的《古文尚书冤词》不过是强词夺理。